# Saint-Amand-Magnazeix
Saint-Amand-Magnazeix (en occitano, Sent Amand Manhasés) es una comuna francesa situada en el departamento de Alto Vienne, en la región de Nueva Aquitania.

## Demografía
| 837 | 772 | 705 | 608 | 521 | 442 | 483 |
| Para los censos de 1962 a 1999 la población legal corresponde a la población sin duplicidades (Fuente: INSEE [Consultar]) |     |     |     |     |     |     |